# Kavsokl Batoka
 (juillet 2024).
Kavsokl Batoka, aussi connue sous le pseudonyme de Kav Élite, est une créatrice de mode togolaise. Elle dirige l'entreprise Kav Élite, qui est devenue, par métonymie, son pseudonyme. Elle est connue comme une artiste de mode togolaise importante et habille plusieurs premières dames du continent africain, entre autres. 
Batoka s'implique aussi dans des œuvres caritatives, particulièrement en faveur des orphelins togolais, étant elle-même orpheline de père. 

## Biographie

### Carrière
La styliste est orpheline de père depuis très jeune. Après ses études, Batoka étudie la mode au Togo pendant 4 ans et sort major de sa promotion en 1998,. Elle se rend ensuite à Dakar, au Sénégal, pour perfectionner son apprentissage,.
L'artiste commence ensuite son travail dans le milieu de la mode au début des années 2000, en fondant son entreprise, Kav Élite, à Lomé, au Togo, qui ne compte au départ que 3 apprentis. 
En 2022, la styliste présente son premier « Kav Elite Fashion Show » à Lomé, en présence notamment d'autres acteurs de la mode togolaise et africaine, comme Desmond Design. C'est l'occasion pour elle de présenter sa collection « Arc-en-ciel ». En marge de cette représentation, Kav Élite organise une récolte de fonds pour des œuvres caritatives et des dons aux orphelinats togolais,. Ainsi, en 2022, elle se rend auprès d'un orphelinat pour offrir des vivres et des denrées. Parmi ses clientes, on trouve notamment plusieurs premières dames du continent africain et elle est parfois surnommée la « baronne de la mode ».
Par ailleurs, ses créations font aussi la une des magazines de mode ivoiriens « Life magazine » et « Brut » et elle est invitée, pendant cette période, sur la scène du 9è édition du Festival international de mode togolaise,. Elle y présente sa collection « Gneto lim », qui signifie « verdure » en Kabyé, une collection particulièrement verdoyante et consacrée à la protection de l'environnement. L'année suivante, en 2023, Kav Élite présente une de ses collections à Abidjan. 
En juillet 2024, elle présente sa collection « Fraternité » à Bruxelles, puis organise la deuxième session de son « Kav Elite Fashion Show », qui doit se tenir du 18 au 21 juillet 2024 dans la préfecture de la Kozah et qui a l'ambition d'intégrer les populations défavorisées du nord du Togo à la création de mode.

### Vie privée
Batoka est mariée et mère de 5 enfants.